# Ян Пуркине
Ян Евангелиста Пуркине (на чешки: Jan Evangelista Purkyně; записван и като Johann Evangelist Purkinje) е чешки анатом, физиолог и един от най-известните учени на своето време, като кореспонденцията до него била адресирана просто „Европа, за Пуркине“.

## Биография
Ян Пуркине е роден на 17 декември 1787 година в Либоховице, Бохемия, част от Австрийската империя. През 1818 г. завършва медицина в Карловия университет. Открива и описва ефекта на Пуркине – човешкото око има по-добра чувствителност към слаба синя, отколкото към слаба червена светлина. Пише трудове по експериментална физиология и създава първата катедра по физиология в Вроцлавския университет в Прусия с първата официална физиологическа лаборатория в света през 1842 г. Съосновател на литературно-славянско дружество.
През 1837 г. той открива клетките на Пуркине – големи неврони с разклонени дендрити в малкия мозък. През 1839 г. открива и описва влакната на Пуркине в сърдечния мускул. Той въвежда и фундаменталните научни термини плазма и протоплазма.
Пуркине първи използва микротом, за да подготвя микроскопски препарати и описва ефектите на камфора, опиума, беладона, терпентина и индийското орехче върху човешкия организъм. Пуркине открива потните жлези, разпознава 9 основни конфигурации от пръстови отпечатъци и открива невромеланина в субстанция нигра.
Ян Евангелиста Пуркине умира на 28 юли 1869 г. в Прага. Погребан е в Чешкото национално гробище във Вишеград в Прага. 

## Наследство
Масариковият университет в Бърно, ЧССР, носи името на Ян Пуркине от 1960 до 1990 г., а също така и военната академия в Храдец Кралове (1994 – 2004). Днес неговото име носи университета в Усти над Лабе (Univerzita Jana Evangelisty Purkyně v Ústí nad Labem.)
Лунен кратер и астероида 3701 също са наречени на великия учен.